# Peoria (Arizona)
Peoria nagyváros az USA Arizona államában,  Maricopa és Yavapai megyében. Lakosainak száma 190 985 fő (2020. április 1.).

## Népesség
A település népességének változása:

| 2010 | 154 065 |
| 2020 | 190 985 |